# Bracka

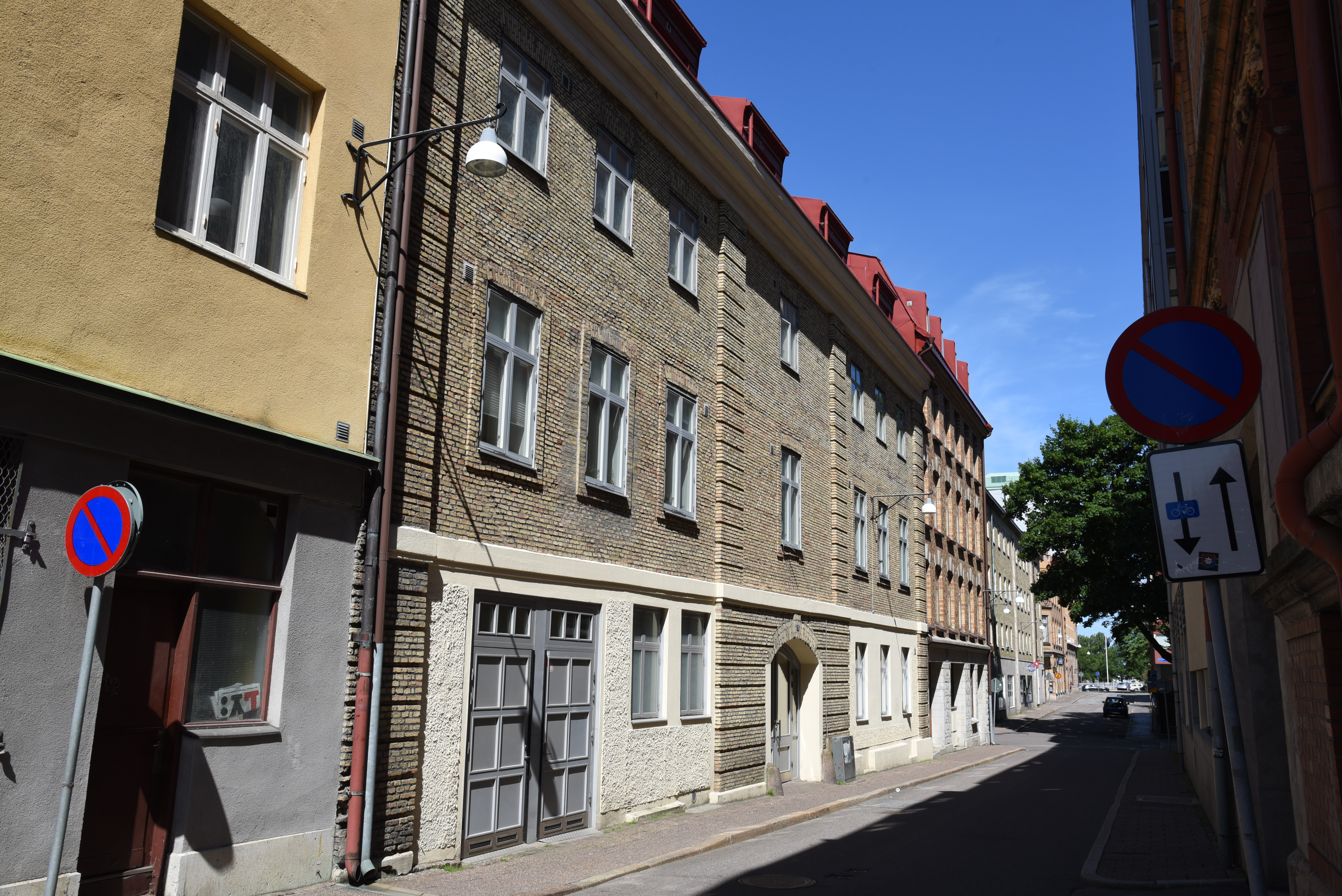
Holtermanska baracken vid Smedjegatan 3.

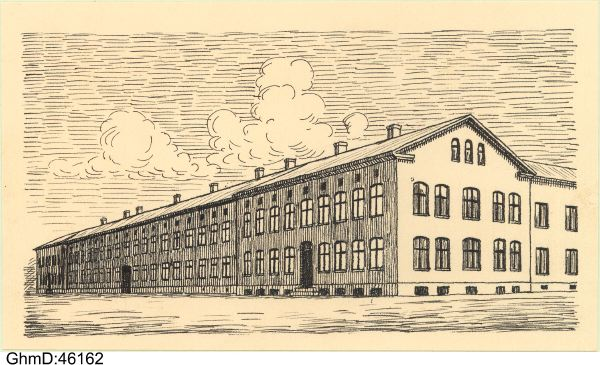
Arbets- och försörjningsinrättningen vid Drottningtorget.

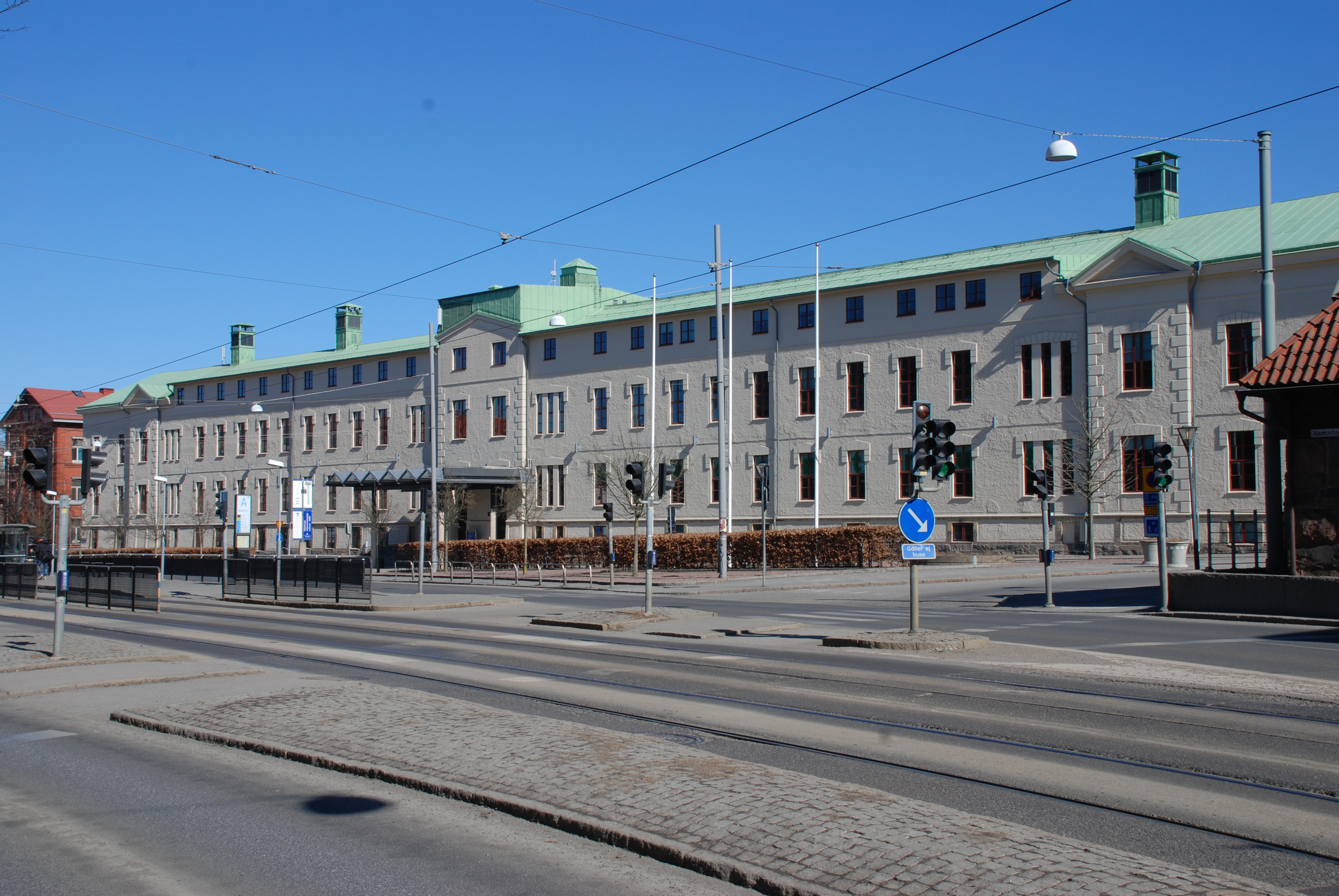
Gibraltar Fattigvårds- och Försörjningsanstalt, senare Vasa sjukhus, mot Aschebergsgatan.

Bracka var namnet på en form av fattighus, eller "arbetsinrättningar" som de också kallades, i Göteborg. Benämningen kommer från inhysningen i de militära baracker som låg på Smedjegatan och som uppförts för stadens garnison med centrum runt Kronhuset. 
Kungl. Maj:t stadfäste den 20 augusti 1799 reglementet för Göteborgs fattigförsörjningsanstalt, men Göteborgs fattigvårds historia går tillbaka till stadens grundläggning. Det medeltida hospitalet i Gamla Lödöse överflyttades av Gustav Vasa år 1526 till gråbrödersklostret i Nya Lödöse. Sistnämnda stiftelse, av konungen benådad med en del hemmansräntor, kronotionden med mera, blev i sitt efter reformationen ombildade skick Göteborgs första fattigvårdsinrättning. Att "hamna på bracka" ansågs långt in på 1900-talet något av det värsta som kunde hända en person, det vill säga att bli beroende av fattigvård eller annan socialhjälp.

## Historia
Den första inrättningen låg från 8 november 1726 vid Stampen och ända fram till sekelskiftet 1900. Det var efter förhandlingar mellan magistrat och borgerskap som insamlade medel, år 1725 användes till inköp av burggreve Hans von Gerdes sterbhus tillhöriga fabriksbyggnader, därefter benämnt "Göteborgs Stads Fattighus." Inrättningar fanns även på 1770-talet vid Mellangatan 12-16 i Haga (Göteborgs arbets- och fattighus, genom donation av Niklas Sahlgren), för att 1806 flytta in i de tidigare garnisonsbarackerna på Smedjegatan 3 i Västra Nordstaden. Stenhuset hade förvärvats av grosshandlare Martin Abraham Holterman (1766-1838) sedan regementet från 1801 hade flyttat till sin nya förläggning på Kaserntorget. Holterman skänkte huset till "Götheborgs Arbetshus- och Fattigförsörjnings-Anstalt" (inrättad 1799). Stenhuset fick snabbt namnet "Holtermanska baracken", ett namn som snart förenklades till "Bracka". År 1832 inkluderades även grannhuset "trähuset i hörnet till Sillgatan" (nuvarande Postgatan 3 B) till fattigförsörjningen, genom ett köp från assessorn Carl Henrik Ewert (1802-1882).
Namnet Bracka följde sedan med när verksamheten under hösten 1855 flyttade till tomten öster om Drottningtorget. Det var vid en allmän rådstuga 8 januari 1852 som det beslutades att uppföra en anstalt, beräknad att till en början mottaga 600 understödstagare. I september 1855 kunde 65 kvinnor från det "Spångbergska huset" flytta in i den östra flygeln, och i juni 1856 var anstalten färdig att mottaga de sista från den tidigare "baracken". 
Huset ritades av Adolf W. Edelsvärd och byggdes på ravelinen Prins Fredrik, i närheten av Gullbergsvassarna "vilkas uttorkning och uppodling skulle bereda de arbetsföra understödstagarna sysselsättning". Detta fattighus var 104 meter långt, hade 128 rum och plats för cirka 1 100 personer. Staden hade även planer på att dra fram Norra Hamngatan över platsen för Bracka, och att Drottningtorget skulle utvidgas däröver. Norra Hamngatan skulle då bli 1 400 meter lång, men dessa planer förverkligades aldrig. År 1915 köpte poststyrelsen tomten och 1917 revs Bracka för att ge plats åt ett nytt posthus.
Göteborgshumorn på sin tid, döpte huset till Kexfabriken, eftersom de som (tvångs-) arbetade där utfodrades med bland annat hundkex.
Lokalerna vid Drottningtorget ansågs snart otillräckliga, då antalet "fattighjon" växte, och i december 1876 väckte redaktör Sven Adolf Hedlund en motion hos stadsfullmäktige om en utvidgning och förflyttning av verksamheten till landeriet Gibraltar, och följande år tillsattes en särskild beredning för frågan. Redan innan beredningen hunnit lämna sitt utlåtande, blev det akut nödvändigt att skaffa ökat utrymme och i stadens hus nr 59 i 12:e roten (det så kallade "Corinska huset") ordnades 1878 plats för 60 hjon, dessutom överflyttades ett femtiotal till det nya sopphuset i Haga, vid Skolgatan 25. Den 26 april 1883 beslutade stadsfullmäktige om den nya anstaltens uppförande på Gibraltarområdet i Johanneberg med 1 075 platser till en kostnad av 1 262 767 kronor. Det officiella namnet blev "Gibraltar Fattigvårds- och Försörjningsanstalt", och verksamheten drevs i samma regi och även det gick under namnet Bracka. Flytten påbörjades 3 september 1888, då 751 understödstagare togs emot. Av dessa kom från Drottningtorget 362 arbets- och försörjningshjon, 132 sjuka, 99 sinnessjuka, 21 ammor, 25 dibarn, 9 koltbarn och 13 skolgossar, från "Corinska huset" kom 36 kvinnor samt från Haga sopphus, 40 män och från Barnhemmet vid Järnvågen, 14 skolflickor.
1939 överfördes verksamheten till Vasa sjukhus.